# 率分関
率分関（りつぶん（の）せき/そつぶん（の）せき）とは、鎌倉時代以後官司が設置・運営していた関所のこと。率分所（りつぶんしょ/そつぶんしょ）とも。広義の意味における官衙領の一種と言える。

## 概要
平安時代において朝廷や官司の財政収入を賄ってきた率分・率分堂（率分所）の制度が鎌倉時代に機能しなくなると、その代替的機能を持つものとして成立したと考えられている。14世紀初めの徳治年間には既に存在が確認されている。率分関は個々の官司、例えば内蔵寮・内膳司・御厨子所・内侍所・主殿寮・御服所・衛門府などといった官司に所属し、その関銭収益はそれぞれの長官を務めた公家の収入となり、長官はそこからそれぞれの官司の経費を支出した。京都の出入口に設けられた京都七口関には多くの率分関が設置され、中には別の官司が設置した率分関が近接した結果、通行人らは多重に関銭を徴収される事態も発生した。他にも河内国楠葉や越前国三国湊といった交通上の要地にも設置された。
室町時代に入ると、守護請や代官請に出される率分関も登場するようになる。また、馬借や一般民衆にとっては通行の妨げになったため、一揆における攻撃・破壊の対象ともなった。一方、鎌倉幕府・建武政権・室町幕府・織田政権と歴代の権力が率分関の規制や廃止を試みたものの、朝廷に対する財政的な保護との両立の問題もあり、全体としては保護・存置の姿勢を取ることとなった。最終的に率分関が廃止されるのは豊臣政権の下でのことになる。